# حسن خان (قروه)
حسن خان (قروه)، روستایی از توابع بخش سریش‌آباد شهرستان قروه در استان کردستان ایران است.
از جاذبه های گردشگری این روستا غار پیر یوسف می‌باشد. 
این غار در سال ۱۳۶۲ توسط گروه غار نوردی قاجر کشف شد.مردم این روستا کرد هستند.

## جمعیت
این روستا در دهستان لک قرار دارد و براساس سرشماری مرکز آمار ایران در سال ۱۳۸۵، جمعیت آن ۶۱۱ نفر (۱۲۹خانوار) بوده‌است.